# Compagnie des chemins de fer électriques régionaux du Jorat
Die Compagnie des chemins de fer électriques régionaux du Jorat, auch Régionaux électriques du Jorat (REJ) genannt, war ein Schweizer Bahnunternehmen. Sie betrieb in der Region Jorat im Kanton Waadt eine Überlandstrassenbahn, die Ligne du Jorat. Der Firmensitz war Mézières.

## Geschichte
Die Gebrüder Dufour aus Les Avants erhielten am 22. Dezember 1898 durch Bundesbeschluss eine Konzession zugesprochen, um das nordöstlich der Waadtländer Kantonshauptstadt Lausanne gelegene Jorat-Hochland mit einer Überlandstrassenbahn zu erschliessen. Nachdem die REJ am 25. April 1899 in Lausanne gegründet worden war, wurde die Konzession am 25. Juni 1900 durch einen weiteren Bundesbeschluss an das Unternehmen übertragen.
Die im Jahr 1902 in drei Etappen eröffnete Ligne du Jorat war 26,9 km lang. Sie umfasste eine 22 km lange Stammstrecke entlang der Hauptstrasse von Lausanne nach Moudon sowie eine Zweigstrecke nach Savigny. Ausgangspunkt war La Sallaz am Stadtrand von Lausanne, weshalb dort auf die städtische Strassenbahn umgestiegen werden musste. Von Anfang hatte die REJ mit finanziellen Problemen zu kämpfen, weshalb sie um Unterstützung bat. Die Kantons- und Stadtbehörden machten die zugesicherte Sanierung von einer Übernahme durch die Société des tramways lausannois (TL) abhängig. Unter der Schirmherrschaft und Vermittlung des Staatsrates des Kantons Waadt unterzeichneten die Verwaltungsräte beider Unternehmen am 18. Juni 1909 den Fusionsvertrag. Die REJ ging schliesslich am 30. September 1910 in der städtischen Strassenbahngesellschaft auf.